# V Kielecki Batalion Etapowy
V Kielecki batalion etapowy – oddział wojsk wartowniczych i etapowych w okresie II Rzeczypospolitej pełniący między innymi służbę ochronną na granicy polsko-litewskiej.

## Formowanie i zmiany organizacyjne
Prawdopodobnie w listopadzie 1919 utworzono 1/III Kielecki batalion wartowniczy. Dowódcą został por. Zygmunt Berling. Od 14 sierpnia 1920 jako batalion polowy walczył na froncie polsko-rosyjskim. 14 września 1920 został przemianowany na V Kielecki batalion etapowy (wg Odziemkowskiego 5/III przemianowano na V etapowy). 10 września znajdował się w składzie II Brygady Etapowej 3 Armii. Pełnił między innymi służbę wartowniczą w Punkcie Wymiany Jeńców w Równem.
W lipcu 1921 batalion przekazano do dyspozycji 2 Armii. Zluzował on na pododcinku kordonowym „Druskieniki” I Kielecki batalion etapowy.  
W 1921 bataliony etapowe ochraniające granicę przekształcono w bataliony celne.
25 sierpnia 1921, na bazie V Kieleckiego batalionu etapowego, po zasileniu przez żołnierzy z rozformowanego I Kieleckiego batalionu etapowego sformowano w Druskienikach 41 batalion celny.

## Dowódcy batalionu
- por. Zygmunt Berling
- ppłk Jan Łuszczyk (1 II – 20 IV 1921)
- ppłk piech. Jan Łuszczki (od 6 VI 1921[5])
- por. Zygmunt Berling